# Elisabeth Forsselius
Gertrud Elisabeth Forsselius, född Forssell, även känd som Haeffner och Fahlgren, 23 januari 1771, död 15 februari 1850 var en svensk operasångerska och skådespelerska. Hon var anställd vid Operan 1783–1810, Dramaten 1788–1810 och Munkbroteatern 1785–87. Hon nämns som en medlem av Dramatens pionjärgeneration.

## Biografi
Forsselius tros vara dotter till amanuensen vid fiskalkontoret Jacob Forssell. Hon gifte sig 7 oktober 1787 i Stockholm med hovkapellmästaren Johann Christian Friedrich Haeffner och fick tillsammans med honom sju barn. Efter en skilsmässa 1807 gifte hon om sig med Johan Jacob Fahlgren (1786–1848). Mellan skilsmässan och omgiftet kallade hon sig Fru Forsselius.
Hon var ett år äldre äldre syster till Gustava Rebecka Forsselius eller Forsselia, som var elev vid Operan, debuterade 12 december 1786 som Perette i De två jägarna och mjölkflickan på Munkbroteatern men var engagerad som ”dubblerande aktris och sångerska” vid Operan 1787–1790-talet.

### Karriär
Forsselius anställdes som elev vid Operan 1783, och vid Munkbroteatern 1785. 
Den 18 februari 1786 debuterade hon på Munkbroteatern i rollen som herden Colin mot Margareta Sofia Lagerqvist (Colinette) och A. R. Reiss (Nicodeme) i efterpjäsen Klockan, en operett och herdeidyll. Alla tre aktörer sades ”gifva hopp om möjlig skicklighet” men den sistnämnde, aktören Reiss, som fick mest beröm, är okänd.
Forsselius anställdes av Adolf Fredrik Ristell vid hans teater i Bollhuset vid Slottsbacken tillsammans Christina Charlotta Neuman och Louise Götz-Rémy 1787. När Ristells teater året därpå omvandlades till Dramaten, kvarstod hon där som ledamot i det skådespelarkooperativ som styrde Dramaten fram till 1803.
Som styrelseledamot hade hon rykte om sig att vara osaklig under omröstningarna, något hon dock var långtifrån ensam om: dessa styrelsemöten kännetecknades av att vara kaotiska och stormiga. Abraham Niclas Edelcrantz skildrar ett sådant sammanträde 1789:
”För att fira åminnelsen av segern vid Hogland har ett divertissement inlemnats av hr Bellman. Det löstes upp under tystnad och sedan vidtar votering om pjäsens antagande. Fru Marcadet voterar nej på den goda grunden att pjäsen är dålig. Fru Haeffner röstar ja av det skälet att alla andra har förkastat den …”
Forsselius ansågs vara en utmärkt skådespelare särskilt inom komedin. Liksom Louise Remy spelade hon ofta subrettroller och pojk- eller byxroller, där hon beskrevs som ”utmärkt”, och fick ännu under de sista åren spela unga flickor. Om hennes sades:
”Fru Hæffner, född Gertrud Forselius, sedermera fru Fahlgren, var en förträfflig skådespelerska i komedien. Bland hennes roller prisas isynnerhet återgifvandet af den finska borgmästarinnan fru Äppelmos i "Kusinerna" såsom någonting utomordentligt och ett värdigt föremål för en Hogarths pensel.”
Hon kvarstod hela tiden även som sångerska vid Operan. Liksom många kolleger av sin generation blev hon pensionerad år 1810.

### Roller
Bland hennes nämns då hon tillsammans med Louise Rémy spelade de två nyfikna flickorna Anna respektive Stina i Siri Brahe och Johan Gyllenstierna 1788 och sedan 1790. I en odaterad biljett föreslår teaterchefen Armfelt att ”Siri Brahes rol lemnas åt madame Hæffner i stället för åt mamsell Löf, då dennas helsa ej var att räkna på.”
Forsselius spelade också:
- Minna von Barnhelm i Minna von Barnhelm 1793.
- Sidonie i Armide säsongen 1786–1787
- Ismene (sopran) i Haeffners  Electra 1787–1788, (det var då hon gifte sig med Haeffner som dirigerade föreställningen)
- Delia i Soliman II eller de tre sultaninnorna 1789–1790
- Vekligheten i Haeffners Alcides' inträde i världen 1793–1794
- Armide i Haeffners Renaud 1800–1801
- Markisinnan i Griselda 1809–1810
- Borgmästarinnan i Kusinerna eller familjeskvallret, en av hennes mest populära roller